# Volby v Turecku
Volby v Turecku jsou svobodné. Volí se do parlamentu, místních zastupitelstev a každých pět let probíhají přímé prezidentské volby. Turecký parlament je jednokomorový a volí se do něj 600 poslanců na pětileté volební období.

## Dominantní politické strany
- Strana spravedlnosti a rozvoje
- Republikánská lidová strana
- Národní strana akce
- Strana štěstí
- Strana hlasu lidu